# Авионамс
«Авионамс» — авиаремонтное предприятие в городе Пловдив.
Входит в перечень 11 стратегических предприятий военно-промышленного комплекса страны.

## История
Предприятие было создано в 1939 году как авиаремонтная мастерская при аэродроме Пловдив, строительство ангара и стенда по ремонту и испытанию авиадвигателей проходили по проекту и под руководством итальянских специалистов.
Во время второй мировой войны мастерские выполняли ремонт и техническое обслуживание авиатехники, находившейся на вооружении ВВС Болгарии.
После войны на вооружение ВВС начала поступать советская авиатехника, и в 1947 году началась реконструкция предприятия - к началу 1950х годов были построены ремонтный цех, цех лакокрасочных работ и новая испытательная станция (для двигателей Ил-2 и Ил-10) 
В 1950е годы завод освоил ремонт реактивных самолётов Як-23 и МИГ-15, в дальнейшем, к концу 1980-х годов его специализацией стал ремонт самолётов МИГ-21, МИГ-23, Су-22 и Су-25.
После 1989 года в связи с сокращением вооруженных сил и государственных заказов положение предприятия осложнилось, однако завод выполнял ремонт гражданской авиатехники, в 1997 году - освоил ремонт вертолётов Ми-24, а к 2001 году - ремонт вертолётов Ми-17.
Начавшийся в 2008 году экономический кризис осложнил положение предприятия, и правительство приняло решение о его приватизации. В 2008 году были проданы 65% акций завода, в 2012 году - оставшиеся 35%, собственником которых стал "Хедж инвестмънт България", зарегистрированный на Британских Виргинских островах.
После банкротства в 2015 году выкупившего акции завода банка КТБ его активы были распроданы в счет покрытия задолженностей. В 2016 году государство приобрело 99,97 % заложенных в счет обеспечения кредитов акций завода "Авионамс" у "Хедж инвестмънт България", и завод вновь перешёл в государственную собственность.
По состоянию на 2022 год, предприятие торговало запчастями и их компонентами, а также имело возможность:
- осуществлять капитальный ремонт самолётов МиГ-21, МиГ-29, Су-25, L-39, вертолётов Ми-8 и Ми-17[3]
- выполнять техническое обслуживание вертолётов AS-532-AL "Cougar" и авиадвигателей TM-1A к ним[3]
- производить технологическое оборудование[3]